# Маутхаузен (концлагер)
Концентрационен лагер „Маутхаузен“ (на немски: Konzentrationslager der Nationalsozialisten in Mauthausen), е група от концентрационни лагери на Нацистка Германия по време на Втората световна война, построени през лятото на 1940 г. в близост до селата Маутхаузен и Гусен в Горна Австрия, на около 20 km източно от град Линц.
Лагерът е най-голямата лаборатория за различни изследвания върху хора, включително инжектиране на химикали и отрови в кръвта, ампутации и други, извършвани под контрола на така наречения „Доктор Смърт“ – офицера от Вафен СС – Ариберт Хайм.
Освен основните лагери около Маутхаузен и Гусен, към лагера са прикрепени още около 50 по-малки лагери-лаборатории, разположени в Австрия и Южна Германия.
През януари 1945 г. в лагера се намират около 85 000 лагерници, но в различни периоди на Втората световна война в лагерите от комплекса се намират между 122 766 и 320 000 лагерници.
Въпреки че комплексът е сред първите, създадени от нацистите, той е измежду последните, освободени от силите на съюзниците през 1945 г.
Двата главни лагера – Маутхаузен и Гусен I, са единствените лагери в Европа, които са категоризирани като „лагери клас III“, в които са изпращани хора, определяни като например „непоправими политически противници на Райха“.

## Известни лагеристи
- Джевдет Дода (1906 – 1945), югославски партизанин
- Жюлиан Лао (1884 – 1950), белгийски политик
- Дмитрий Карбишев (1880 – 1945), съветски военен инженер